# Gila River Arena
Gila River Arena (pierwsza nazwa Glendale Arena, później Jobing.com Arena) – hala sportowa znajdująca się w Glendale w stanie Arizona w Stanach Zjednoczonych. Budowę rozpoczęto w 2002 roku, obiekt może pomieścić 17 125 kibiców hokeja, choć podczas koncertów pojemność hali zwiększa się do ponad 19 000 osób. Obecnie w obiekcie tym swoje mecze rozgrywa drużyna występująca w NHL – Phoenix Coyotes. W latach 2003–2007 występowała tu również drużyna Arizona Sting występująca w NLL. Znajduje się 12,5 mili (Błąd: Zła jednostka konwertowana. Zobacz konwertowane jednostki.) od centrum Phoenix w północnej części West Maryland Avenue, niedaleko University of Phoenix Stadium. Obiekt jest częścią Westgate City Center – kompleksu rozrywki i kompleksu handlowego, finansowany przez nowojorskiego architekta Rona Elsensohna.
Nazwa „Jobing.com” wzięła się od firmy prowadzącej stronę internetową o tej samej nazwie, udostępniającą dostępne oferty pracy.

## Historia
Budowę hali rozpoczęto 3 kwietnia 2002 roku, a już pod koniec 2003 roku odbył się inauguracyjny mecz. Zespół Coyotes spędził ponad siedem i pół roku po przeniesieniu z Winnipeg w America West Arena w centrum Phoenix. Hala ta, mimo iż nie była stara (zaledwie cztery lata przed powstaniem Coyotes swój pierwszy mecz rozegrała tam drużyna Phoenix Suns), była przeznaczona głównie do spotkań piłki koszykowej. Hala w 1996 roku została szybko modernizowana dla potrzeb gry w hokeja, jednak powierzchnia na której znajdowało się lodowisko była nie prawidło i z niektórych miejsc było bardzo trudno obserwować rozgrywki. W rezultacie zanim rozpoczął się drugi sezon drużyny Kojotów pojemność hali podczas spotkań hokejowych została zmniejszona do 16 tys. (z dotychczasowych 18 000). Była to druga od końca pod względem wielkości hala w rozgrywkach NHL w sezonie 1997/98. Po przeniesieniu się drużyn Colorado Avalanche, Toronto Maple Leafs do nowocześniejszych hal America West Arena została najmniejszą halą w NHL.
Po sprzedaniu udziałów klubu Steve’owi Ellmanowi, postanowiono wybudować nową halę na przedmieściach Phoenix w Glendale. Po podpisaniu umowy z miastem w 2001 roku, w grudniu 2003 roku – w połowie sezonu NHL 2003/04 – otwarto obiekt jako Glendale Arena. Pierwszym spotkaniem w nowej hali było spotkanie zawodowej ligi Lacrosse – NLL pomiędzy Arizona Sting i Vancouver Ravens. Zwyciężyli gospodarze 16–12. Pierwsze spotkanie ligi NHL odbyło się następnego dnia, kiedy drużyna Coyotes podejmowała Nashville Predators przegrywając stosunkiem 1–3.
Kilkakrotnie przedstawiciele hali starali się o organizację meczu gwiazd NHL, jednak dotychczas nie odbyło się na nim to wydarzenie.